# بی‌هنجاری گرانشی
در فیزیک نظری، بی‌هنجاری گرانشی

بی‌هنجاری‌ها در ۴ بعدی‌های معمول فضا-زمان از نمودارهای مثلثی فاینمن ناشی می‌شوند.

(انگلیسی: Gravitational anomaly) نمونه‌ای از یک بی‌هنجاری پیمانه‌ای است: این بی‌هنجاری ناشی از مکانیک کوانتومی (معمولا نمودار یک حلقه ای) است که در ترکیب با برخی رشته‌های دیگر، هموردایی عام نظریه نسبیت عام را باطل می‌کند. صفت «گرانشی» از تقارن یک نظریه گرانشی، یعنی از کوواریانس عمومی گرفته شده است. یک بی‌هنجاری گرانشی به‌طور کلی مترادف با بی‌هنجاری دیفئومورفیسم است.
کوواریانس عمومی اساس نظریه کلاسیک گرانش یعنی نسبیت عام است. علاوه بر این، برای سازگاری هر نظریه گرانش کوانتومی ضروری است، زیرا برای لغو درجات غیر فیزیکی آزادی با هنجار منفی و به‌طور عمده گراویتون قطبی‌شده در امتداد جهت زمانی لازم است؛ بنابراین، تمام بی‌هنجاری‌های گرانشی باید از بین بروند.
بی‌هنجاری معمولاً به‌صورت نمودار فاینمن با دست‌سانی فرمیون در حال اجرا در حلقه (یک چند ضلعی) با n گراویتون خارجی متصل به حلقه نشان داده می‌شود، در جایی که {\displaystyle n=1+D/2} و {\displaystyle D} ابعاد فضازمان است.